# 헬로키티

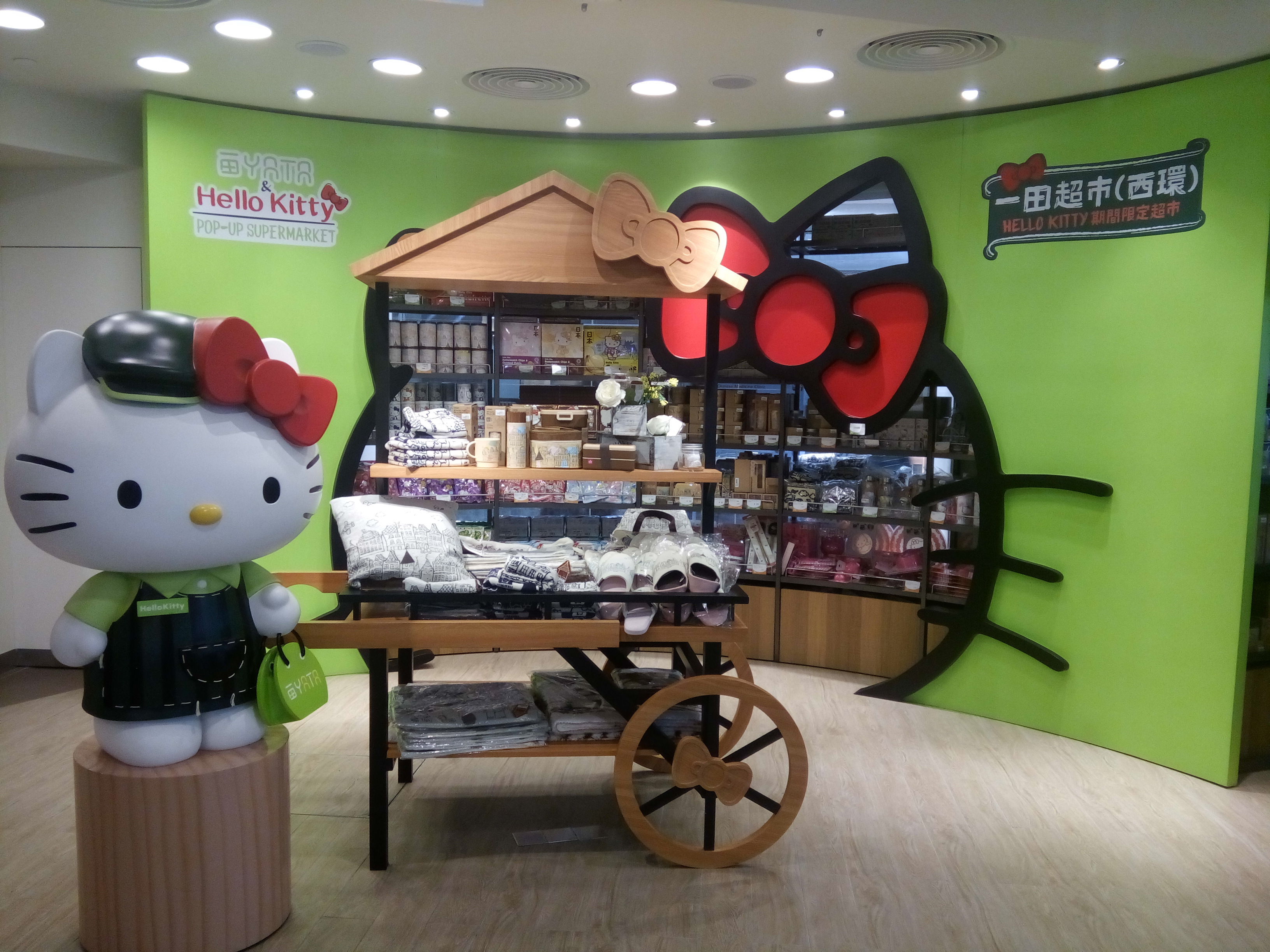
헬로키티

헬로키티(Hello Kitty, ハローキティ 하로키티[*])는 일본의 캐릭터 전문 기업인 산리오에서 캐릭터 상품용으로 만들어낸 캐릭터군(群), 혹은 주인공인 키티를 가리킨다.

## 개요

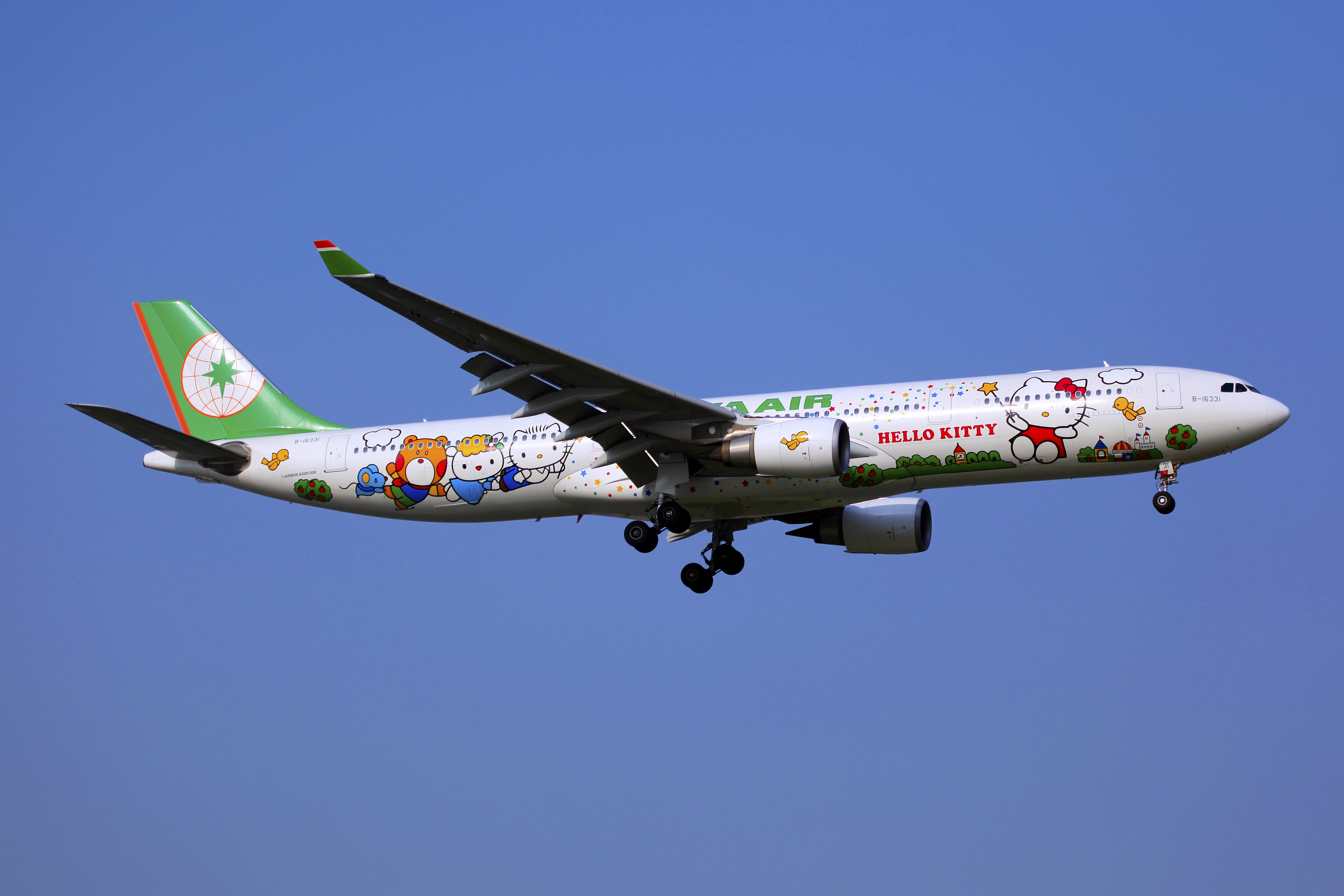
헬로키티 도장을 적용한 에바 항공의 에어버스 A330

주인공인 키티 화이트(Kitty White, キティ・ホワイト)는 의인화된 흰 아기고양이의 모습을 하고 왼쪽 귀에 리본이나 그 외의 장신구를 달고 있는 것이 특징이다. 일본 산리오사(社)를 대표하는 장수 캐릭터이다. 키티 화이트는 정확히 말하면 고양이가 아니라 소녀이다. 2014년 7월 28일, 키화이트 제작사인 일본 산리오사(社)는 자사 웹사이트를 통해 "헬로 키티는 순수한 마음을 가진 쾌활하고 행복한 소녀"라고 설명했다. 헬로 키티의 양볼 옆에 각각 있는 털 세 가닥이 마치 고양이 수염으로 보이고, 전체적인 모습 때문에 사람들이 고양이로 오해해왔다. 산리오사는 이 털 세 가닥에 대하여 "소녀는 귀밑 털이 있다"고 설명하였다. 또, "실제 이름은 키티 화이트이고 1974년 11월 1일 영국 잉글랜드 남부에서 태어났다. 혈액형은 A형"이라고 설명했다.
일본에서는 대단히 유명한 캐릭터이며, 판매되는 상품은 문방구를 중심으로 식품, 컴퓨터에서 경자동차까지 일상생활의 거의 전영역에 걸쳐 있다. 그러나, 산리오는 술이나 담배 제품에는 라이선스를 제공하지 않는 방침을 정해 놓고 있기에 이 두 종류에 관한 상품은 존재하지 않는다. 예외적으로 소프트 리큐르나 담배용품(라이터나 파이프 본체)에 허가가 나는 경우가 있으며, 키티 와인, 지포 라이터(키티 탄생 30주년 기념으로 2004년에 한정품으로 발매되었다)는 실제로 있다.
캐릭터로서 개발된 것은 1974년이며, 공식적으로는 1974년으로 되어 있으나 실제로 처음 상품이 발매된 것은 1975년 3월이다. 최초의 상품은 비닐제 동전지갑이었다. 당시 가격은 240엔이었으며, 산리오에는 남아있지 않았던 것을 사용하던 고객이 기증하여 전시되고 있다. 이 기증품을 토대로 재설계하여 단 1번 한정으로 복각, 판매되었다.
1975년까지는 이름이 없는 상태였으나 거울 나라의 앨리스에 등장하는 흰 아기고양이의 이름을 따와 '키티'라는 이름을 붙이게 되었다. 성인 '화이트'는 나중에 설정이 변경되며 붙은 것으로, 초기 설정에는 없었거나 비공개로 추정된다.
초기 상품에는 앉은 자세 뿐이었으나 1977년에 처음으로 일어선 자세가 그려진 상품이 판매되었다.

## 성우
- 시라이시 후유미
- 코야마 마미
- 하야시바라 메구미
- 김채하 (산리오 캐릭터즈 슈퍼큐트 어드벤처)

### 키티 화이트
- 1974년 11월 1일생 (초대 디자이너인 시미즈 유우코의 생일에서 유래)
- 혈액형: A형
- 출신지: 런던 근교
- 신장: 사과 5개분
- 체중: 사과 3개분
- 좋아하는 과목 : 영어
- 장래희망 : 피아니스트
- 좋아하는 음식 : 엄마가 만들어 준 애플파이
- 디자이너:
- :시미즈 유우코(1974년~1976년)
- :요네쿠보 세츠코(1976년~1980년)
- :야마구치 유우코(1980~2011년)

### 가족
- 미미: 키티의 쌍둥이 여동생으로, 리본은 오른쪽에 붙는다. (1976년에 설정 추가)
- :주로 미미의 리본은 노란색, 키티의 리본은 빨간색인 경우가 많다.
- 조지: 키티의 아버지 (1976년에 설정 추가)
- 메리: 키티의 어머니 (1976년에 설정 추가)
- 앤서니: 키티의 할아버지 (1979년에 설정 추가)
- 마가렛: 키티의 할머니 (1979년에 설정 추가)

### 남자친구
- 다니엘 스타: 키티의 남자친구. 상품명은 '디어 다니엘'.(1993년에 설정 추가)

## 그 외
- 원래 헬로키티는 당시 스누피의 캐릭터 상품을 판매하던 산리오에서 일본판 스누피로서 자리잡을 캐릭터를 만들기 위해 고안한 것이며, 스누피가 개인 점에서 고양이 캐릭터를 골랐다.
- 키티에게 입이 없는 것은 없는 것이 아니라 보는 사람과 감정을 공유하게끔 하기 위해 일부러 그리지 않는 것이나, 애니메이션에서는 그렇게 할 수는 없기 때문에 입이 그려진다(단, 2006년 4월부터 '키티즈 파라다이스 PLUS'에서 방송된 애니메이션 '헬로 키티 사과나무 판타지'에서는 입이 없다).
- 일본 전국의 관광지에서는 지역한정 키티 상품이 팔리고 있다. 매년 신작을 발매한다.
- 2004년 6월에 쿡 제도의 법정 통화인 쿡 아일랜드 달러의 헬로키티 30주년 기념판 금화, 은화가 발매되었다.
- 중화민국의 항공 회사인 에바 항공에 도입된 A330-300 여객기와 보잉 777-300ER의 일부 기종에 헬로키티 도색을 운용하고 있다.
- 에브리타운에도 등장하였는데, 인형, 인형 공방, 스웨터, 스웨터 공방, 조경물로 나왔다.
- 대한민국 (주) 제이콥에프앤비에서는 '헬로키티카페'를 런칭하여, 현재 서울 홍대, 신촌, 명동, 제주 헬로키티아일랜드 점을 운영한다.
- 대한민국 (주) 제이콥씨앤이에서는 2014년 1월 1일 대한민국 제주특별자치도 서귀포시에 '헬로키티아일랜드'를 개관하였다.
- 중화인민공화국 저장성 후저우 시에도 헬로키티 테마파크가 개원하였다.
- 산요 신칸센을 운영하는 서일본여객철도(이하 JR서일본)의 경우, 서일본 지역 활성화를 목표로 추진하는 '헬로 키티 테마 열차'를 기획 했으며, 2018년 6월 30일부터 산요 신칸센 고다마 호 등급으로 운행을 시작했다.

## 같이 보기
- 산리오
- 고양이
- 일본